# 櫻生懷
櫻生懷（日语：桜生懐）是一位日本作家。2021年以獲得第34屆Fantasia大賞的「金賞」，隔年1月以為題，由富士見Fantasia文庫出版書籍。

## 作品
- 《純白千金的諜報員》（2022年1月－，富士見Fantasia文庫）[2]